# Maria Lipczyńska

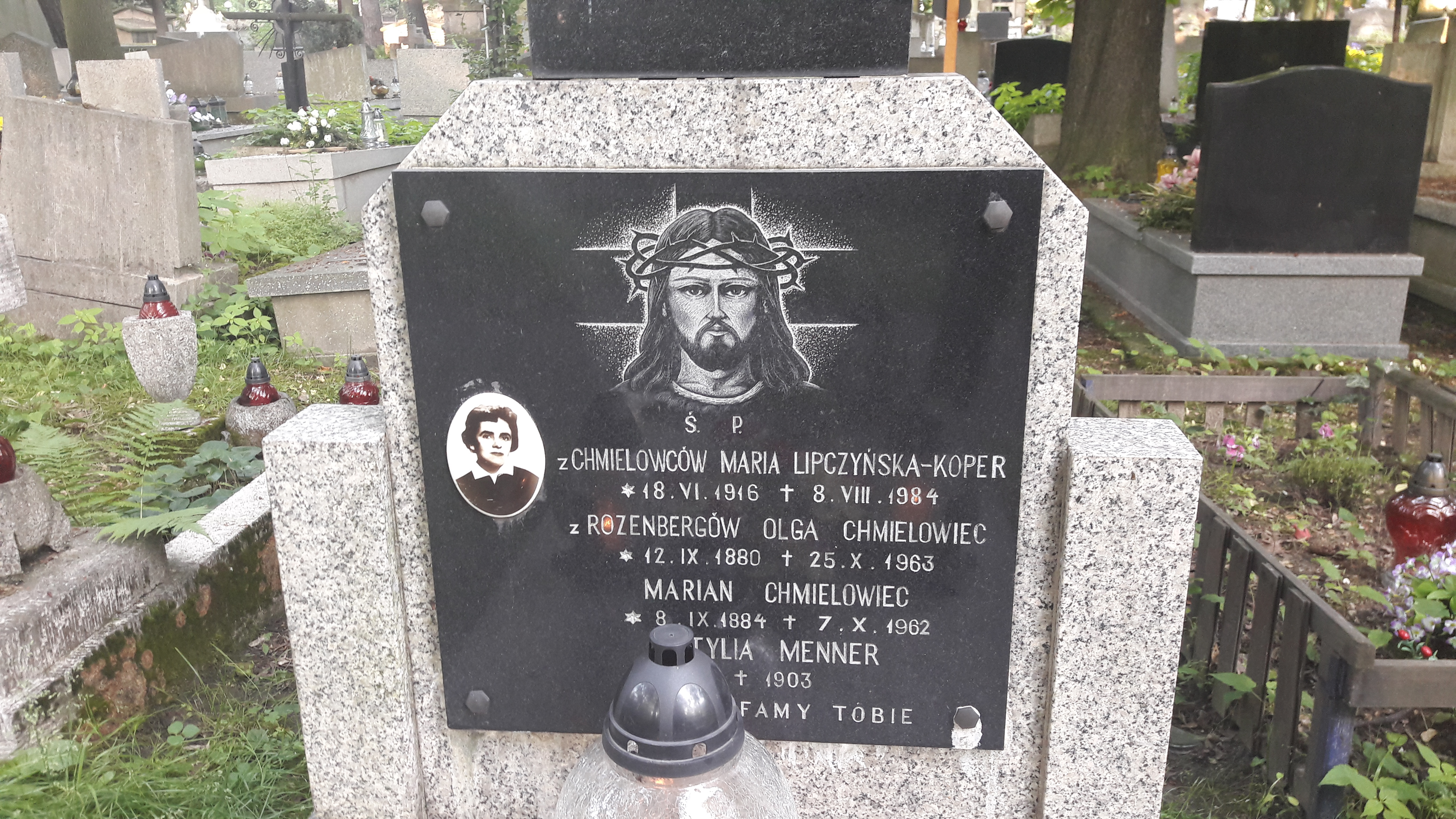
Grób prof. Marii Lipczyńskiej na cmentarzu Rakowickim w Krakowie

Maria Janina Lipczyńska-Koper z domu Chmielowiec (ur. 18 czerwca 1916 w Samborze, zm. 8 sierpnia 1984 w Warszawie) – polska prawniczka, adwokat, profesor nauk prawnych, specjalistka z zakresu prawa karnego procesowego i logiki, początkowo związana z Uniwersytetem Jagiellońskim, a następnie z Uniwersytetem Wrocławskim.

## Życiorys
Urodziła się w rodzinie nauczycieli – Mariana Chmielowca (1884–1962) i Olgi z domu Rozenberg (1880–1963). Studia prawnicze na Uniwersytecie Jagiellońskim ukończyła w 1938 roku, a już rok później uzyskała stopień doktora na podstawie rozprawy dotyczącej pojęcia niebezpieczeństwa w prawie karnym. Była uczennicą profesora Władysława Woltera. Przed wybuchem wojny zdążyła rozpocząć jeszcze aplikację sądową, którą ukończyła dopiero po wojnie. W okresie okupacji pracowała w Izbie Rzemieślniczej w Krakowie.
W okresie powojennym pracowała w prokuraturze, z której odeszła w 1951 roku, poświęcając się głównie pracy naukowej, choć wykonywała również zawód adwokata w izbie krakowskiej.
Pracowała jako asystent, adiunkt, a w końcu kierownik Katedry Postępowania Karnego na Wydziale Prawa i Administracji UJ. W 1961 roku rada wydziału przyznała jej stopień docenta. W 1960 r. objęła stanowisko kierownika Zakładu, a później Katedry Postępowania Karnego na Uniwersytecie Wrocławskim. W 1971 roku została profesorem nadzwyczajnym, a w 1976 – profesorem zwyczajnym.
Napisała wiele artykułów i glos dotyczących zagadnień prawa karnego materialnego i procesowego, kryminalistyki oraz logiki. Próbowała wykorzystać ustalenia logiki w nauce prawa karnego materialnego i procesowego. We współautorstwie z profesorem Władysławem Wolterem opracowała podręcznik do logiki dla prawników. Pod jej redakcją powstał popularny w latach 70. podręcznik akademicki do postępowania karnego, była również współautorką komentarza do kodeksu postępowania karnego z 1969 roku. Obok profesora Mariana Cieślaka uchodziła za jeden z najbardziej liczących się autorytetów w dziedzinie procesu karnego w całym kraju.
Za osiągnięcia w pracy naukowej i zaangażowanie w prace Komisji Kodyfikacyjnej została uhonorowana Krzyżem Kawalerskim Orderu Odrodzenia Polski.
Była słabego zdrowia, przez większość życia zmagała się z chorobą utrudniającą jej poruszanie się. Inna nieuleczalna choroba stała się przyczyną jej przedwczesnej śmierci. Spoczywa w grobie rodzinnym na cmentarzu Rakowickim w Krakowie (kwatera VII-zach.-30).

## Wybrane publikacje
- Stanowisko oskarżonego w procesie karnym Polski Ludowej, Warszawa 1956,
- Alternatywa w prawie i procesie karnym, Wrocław 1963,
- Zdanie pytajne w praktyce procesu karnego, Wrocław 1967,
- Polski proces karny (wspólnie z Z. Keglem, A. Kordikiem i Z. Świdą-Łagiewską), Warszawa-Wrocław 1975
- Oskarżenie prywatne, Warszawa 1977,
- Mały komentarz do kodeksu postępowania karnego (wspólnie z R. Ponikowskim), Warszawa 1986.